# Brumath
Brumath é uma comuna francesa na região administrativa de Grande Leste, no departamento Baixo Reno. 
Era conhecida como Brocômago (em latim: Brocomagus) durante o período romano.